# 李明树
李明树（1966年—），男，吉林德惠人，中国计算机软件科学家，中国科学院软件研究所研究员、原所长，中国计算机学会会士。